# Corb marí de Socotra
El corb marí de Socotra (Phalacrocorax nigrogularis) és el nom científic d'un ocell de la família dels falacrocoràcids (Phalacrocoracidae) que habita costes de les illes del Golf Pèrsic, Socotra i la costa sud-est de la Península aràbiga.